# 新小金井駅
新小金井駅（しんこがねいえき）は、東京都小金井市東町四丁目にある西武鉄道多摩川線の駅。駅番号はSW02。

## 歴史
- 1917年（大正6年）10月22日：多摩鉄道新小金井駅として開業。
- 1988年（昭和63年）2月17日：新駅舎使用開始[1]。

### 駅名の由来
小金井市内の駅としては最も歴史の古い駅であるが、すでに「小金井駅」が東北本線（栃木県）に存在したため「新」を冠した。なお、中央線武蔵小金井駅の開業は1924年（仮乗降場として）、東小金井駅の開業は1964年である。

## 駅構造
相対式ホーム2面2線を有する地上駅である。駅舎は北側にあり、南側にある1番ホームを連絡する構内踏切が是政寄りに設置されている。トイレは2番線ホームにある。
かつて当駅の是政方から貨物線が分岐していた。

### のりば
| 番線 | 路線     | 方向 | 行先       |
| ---- | -------- | ---- | ---------- |
| 1    | 多摩川線 | 下り | 是政方面   |
| 2    | 多摩川線 | 上り | 武蔵境方面 |

（出典：西武鉄道:駅構内図）

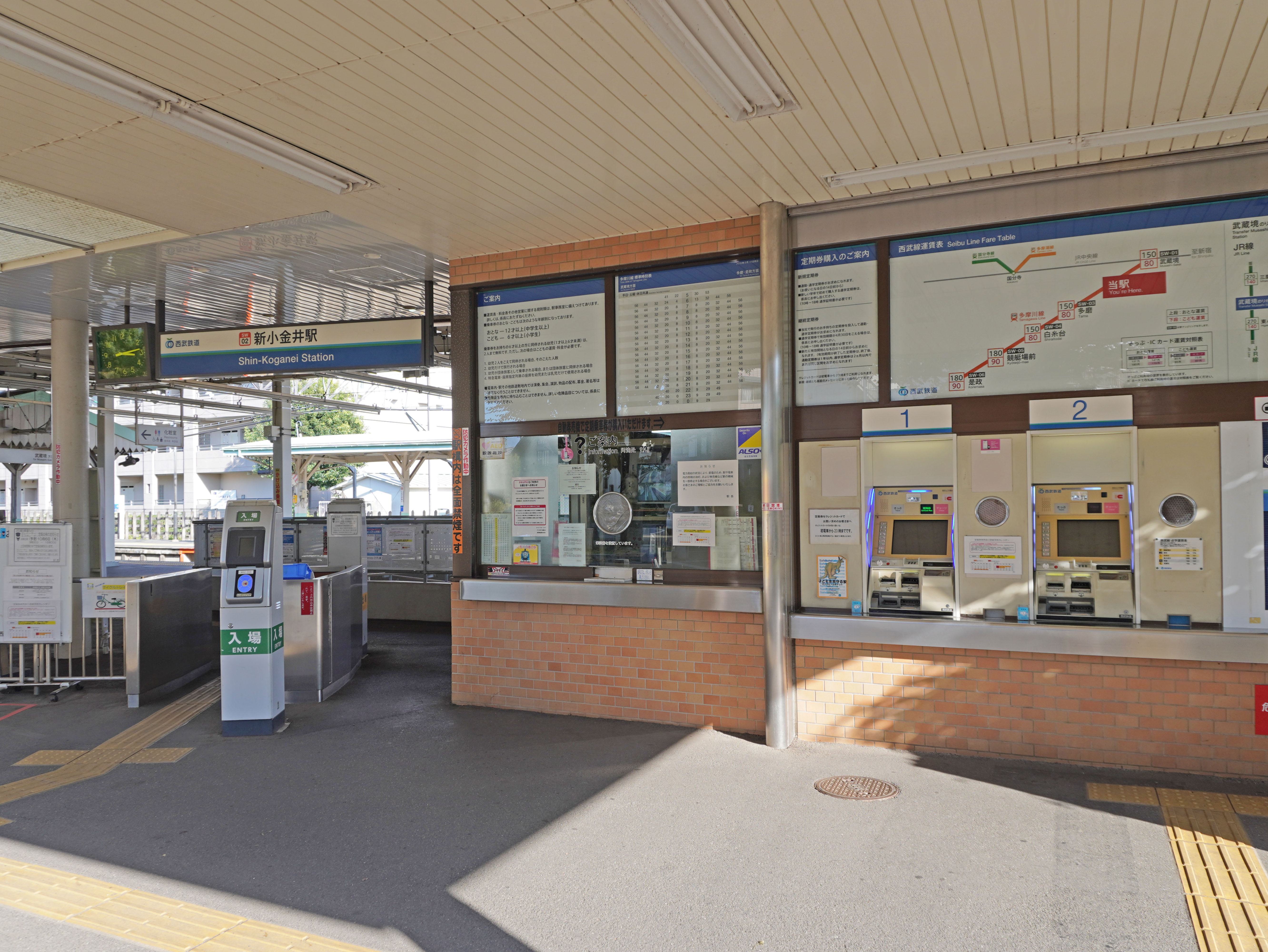
改札口（2022年10月）
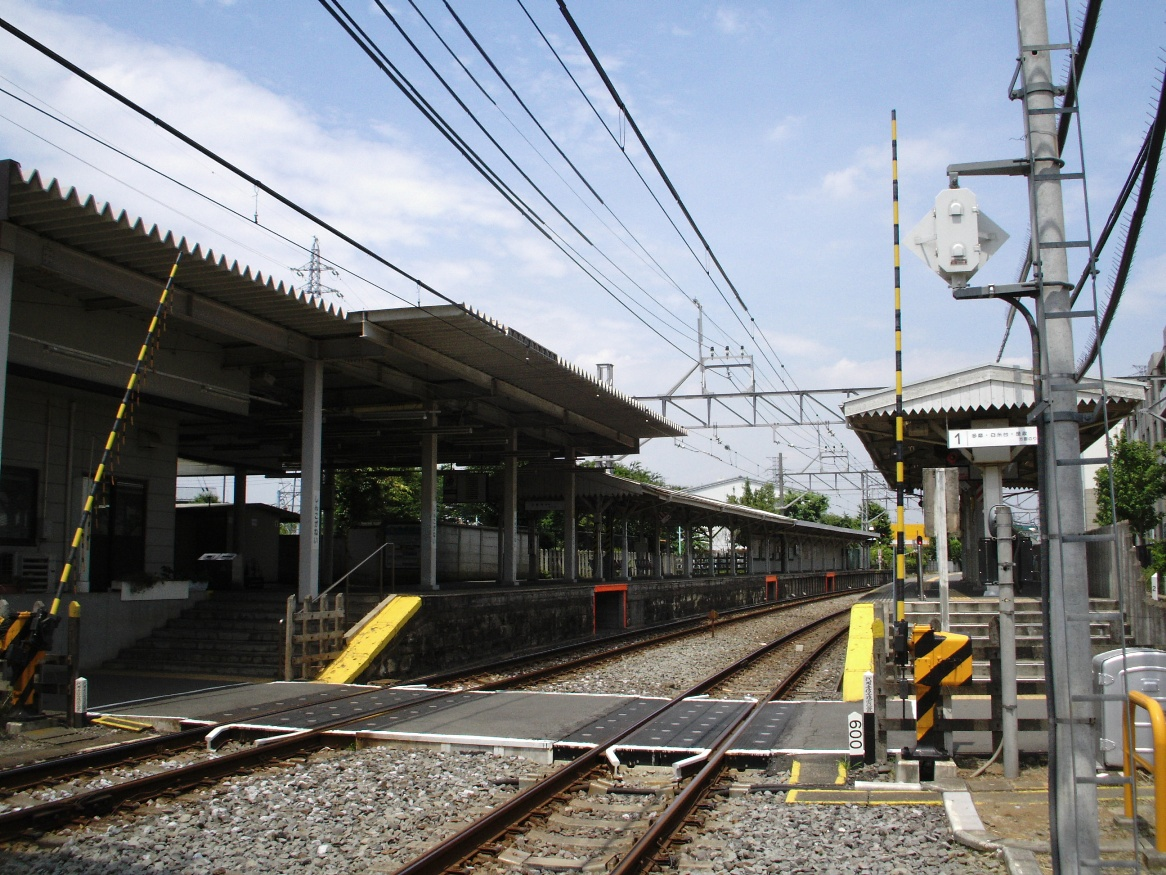
ホームと構内踏切（2007年6月）

## 利用状況
2024年（令和6年）度の1日平均乗降人員は4,024人であり、西武鉄道全92駅中80位。
近年の1日平均乗降・乗車人員の推移は下表の通りである。
| 年度               | 1日平均 乗降人員 | 1日平均 乗車人員 | 出典     |
| ------------------ | ---------------- | ---------------- | -------- |
| 1990年（平成02年） |                  | 2,592            | [ * 1 ]  |
| 1991年（平成03年） |                  | 2,653            | [ * 2 ]  |
| 1992年（平成04年） |                  | 2,614            | [ * 3 ]  |
| 1993年（平成05年） |                  | 2,584            | [ * 4 ]  |
| 1994年（平成06年） |                  | 2,542            | [ * 5 ]  |
| 1995年（平成07年） |                  | 2,413            | [ * 6 ]  |
| 1996年（平成08年） |                  | 2,288            | [ * 7 ]  |
| 1997年（平成09年） |                  | 2,225            | [ * 8 ]  |
| 1998年（平成10年） | 4,083            | 2,153            | [ * 9 ]  |
| 1999年（平成11年） | 3,785            | 1,992            | [ * 10 ] |
| 2000年（平成12年） | 3,582            | 1,885            | [ * 11 ] |
| 2001年（平成13年） | 3,446            | 1,808            | [ * 12 ] |
| 2002年（平成14年） | 3,271            | 1,715            | [ * 13 ] |
| 2003年（平成15年） | 3,233            | 1,697            | [ * 14 ] |
| 2004年（平成16年） | 3,221            | 1,649            | [ * 15 ] |
| 2005年（平成17年） | 3,046            | 1,529            | [ * 16 ] |
| 2006年（平成18年） | 3,046            | 1,537            | [ * 17 ] |
| 2007年（平成19年） | 3,173            | 1,617            | [ * 18 ] |
| 2008年（平成20年） | 3,529            | 1,803            | [ * 19 ] |
| 2009年（平成21年） | 3,756            | 1,912            | [ * 20 ] |
| 2010年（平成22年） | 3,652            | 1,838            | [ * 21 ] |
| 2011年（平成23年） | 3,349            | 1,667            | [ * 22 ] |
| 2012年（平成24年） | 3,525            | 1,773            | [ * 23 ] |
| 2013年（平成25年） | 3,592            | 1,792            | [ * 24 ] |
| 2014年（平成26年） | 3,552            | 1,789            | [ * 25 ] |
| 2015年（平成27年） | 3,683            | 1,758            | [ * 26 ] |
| 2016年（平成28年） | 3,681            | 1,863            | [ * 27 ] |
| 2017年（平成29年） | 3,780            | 1,910            | [ * 28 ] |
| 2018年（平成30年） | 3,966            | 1,997            | [ * 29 ] |
| 2019年（令和元年） | 4,041            | 2,033            | [ * 30 ] |
| 2020年（令和02年） | 3,095            |                  |          |
| 2021年（令和03年） | 3,315            |                  |          |
| 2022年（令和04年） | 3,624            |                  |          |
| 2023年（令和05年） | 3,844            |                  |          |
| 2024年（令和06年） | 4,024            |                  |          |

## 駅周辺
- 東京都道134号恋ヶ窪新田三鷹線（連雀通り）
- 東京都道247号府中小金井線（東大通り）
- 小金井警察署新小金井交番（連雀通り上）
- 小金井市公民館東分館
- 小金井市立図書館東分室
- 小金井東町郵便局
- 小金井東二郵便局
- 武蔵野中央病院
- 東京農工大学小金井キャンパス
- 国際基督教大学 (ICU)
- ルーテル学院大学
- 東京神学大学
- 国際基督教大学高等学校
- 小金井市立東中学校
- 小金井市立東小学校
- 東京都立武蔵野公園
- 東京都立野川公園
- 東日本旅客鉄道（JR東日本）中央線・東小金井駅 - 当駅より徒歩で北へ800mほどの所にある。
- 小田急バス武蔵境営業所待機場（新小金井車庫） - 路線バス・ICUスクールバス折り返し・待機、廃車・回送されるバス車両の留置場を兼ねている。元来はICUの敷地だった。

## バス路線
最寄停留所は「新小金井駅」である。駅前広場上と駅南側の連雀通り上の2か所に分かれている。
駅前広場
- CoCoバス中町循環：市立図書館前・武蔵小金井駅南口循環 / 新小金井駅（京王バス）

連雀通り東行
- 鷹53：三鷹駅南口（小田急バス）
- 出入庫：武蔵境営業所 / 武蔵境駅南口（小田急バス）
- 境81：武蔵境駅南口（京王電鉄バス）

連雀通り西行
- 境81：武蔵小金井駅南口（京王電鉄バス、朝のみ運行）
- CoCoバス東町循環：東小金井駅南口（京王バス）

## 隣の駅
西武鉄道
 多摩川線
武蔵境駅 (SW01) - 新小金井駅 (SW02) - 多磨駅 (SW03)